# 센터 (미식축구)

공격 포메이션에서의 센터의 위치

센터(Center, C)는 미식축구(American Football)와 캐나다식 축구(Canadian Football)의 포지션 중 하나이다. (캐나다식 축구에서는 “Centre”라고 씀)

## 정의
센터란 공격팀의 오펜시브 라인맨들 중 가장 안쪽에 위치한 라인맨이다. 센터는 모든 플레이의 시작에 있어 양 다리 사이로 볼을 패스(또는 스냅)하여 쿼터백에게 전해준다.

## 역할
센터의 가장 일차적이고 중요한 역할은 볼을 쿼터백에게 패스해주는 것이다. 이 과정은 "스냅" 이라 불린다. 대부분의 공격 전술은 상대 디펜시브 라인과 라인배커의 배치, 그리고 그러한 배치에서 발생하는 틈새에 따라 조정을 거친다. 센터는 스냅하기 전 디펜시브 포메이션에 대한 가장 이상적인 시야를 가질 수 있기 때문에 통상 첫 번째 라인 콜을 하게 된다. 이 콜은 일반적으로 자신이 담당해야할 틈새에 배치된 디펜시브 라인맨이나 라인배커에 의해 결정되는 데, 대부분의 부수적인 조정이 바로 이 콜에 의해 결정된다. 때때로 센터는 이 콜을 통해 오펜시브 라인의 전체에 대한 조정을 행하기도 한다. 공격, 수비의 모든 포지션 중 스냅 전 유일하게 중립지역에 들어갈 수 있다.
스냅 이후에는 여타 라인맨처럼 블로킹을 수행한다. 블로킹은 공격에 따라 달라질 수 있으나 통상 다음과 같은 전술을 포함한다.

### 런 블로킹
런 블로킹은 볼이 스냅되었을 때 당해 플레이와 상대 수비 포메이션에 따라 다양하게 행해진다. 통상, 이 블로킹은 다음과 같은 전술로 구성되어 있다.
- 특정 포메이션에서의 미들 혹은 백사이드 라인배커를 블로킹한다. 이후 라인배커를 돌파했을 경우 제2 수비진(디펜시브 백)까지 이동한다.

- 자신의 블로킹 할당량 안에서 가드를 보조한다. 센터와 가드가 추가적인 압박을 위해 같은 선수(대개 디펜시브 테클)를 타겟으로 한다면 이것은 센터/가드 더블팀이 될 수 있다. 또한 센터는 좀 더 깊숙이 침투하는 과정에서 상대 수비수를 빠르게 치고 나감으로써 가드가 자신의 블록을 수행하게 하는 데 도움을 주기도 한다.

- 후방으로 내려오는 가드와 테클을 위해 블로킹 수행한다. 몇몇 공격 전술에서는 볼 소유자를 보호하기 위해 오펜시브 라인맨들이 후방으로 내려오는 행위가 포함되어 있다. 가드가 블록을 위해 후방으로 내려올 경우, 센터는 통상 디펜시브 테클을 막기 위해 가드의 빈 자리를 채우게 된다.

### 패스 블로킹
- 센터의 패스 블로킹은 위에서 상술한 런 블로킹과 매우 흡사하다. 센터는 일차적으로 디펜시브 라인맨의 포지션에 근거하여 가드들을 돕게 된다. 블리츠의 경우, 센터는 침투해 들어오는 라인배커나 세이프티, 코너백을 마크해야 할 필요가 있다.

## 플레이 중의 역할
대부분의 플레이에 있어, 센터는 볼을 스냅하여 쿼터백의 손에 직접적으로 연결해 준다. 샷건 포메이션의 경우, 센터는 자신보다 몇 야드 뒤에 위치해 있는 쿼터백에게 볼을 스냅하게 된다. 펀트와 필드골 포메이션의 경우 센터는 자신보다 몇야드 뒤에었는 펀터(펀드)나 홀더(필드골)에게 연결시킨다. 잘못된 스냅은 스페셜팀의 플레이를 망치고 턴오버를 유발하기 때문에 몇몇 팀들은 펀트나 필드골 포메이션에서 스냅하는 것을 전문적으로 담당하는 센터를 두기도 한다. 이 선수는 "롱 스내퍼(Long Snapper)" 라고 불린다. 또한, 센터는 반드시 쿼터백이나 홀더, 펀터에게만 스냅해야 할 필요가 없다는 점에 주목할 필요가 있다. 그는 자신의 뒤에 있는 누구에게도 볼을 스냅할 수 있도록 허용되어 있다. 이 때문에 몇몇 플레이들은 상대방의 통상적인 예측과는 다르게 센터의 스냅이 러닝백을 향하게 함으로써 수비진의 혼란을 유발한다.
속어적으로, 스냅을 받는 선수는 "언더 센터(under center)" 라고 불린다. 이 표현은 통상적으로 쿼터백을 지칭하고, 다른 포지션에 대해서는 쓰이지 않는다.

## 스페셜 팀에서의 역할
스페셜 팀에서의 센터는 대락 12~14야드 뒤에 떨어져 있는 펀터에게 볼을 스냅 하거나, 대략 7야드 뒤에 떨어져 있는 홀더(플레이스 킥커를 위해 볼을 잡아주는 선수)에게 볼을 스냅해 주는 롱 스내퍼이다. 롱 스내퍼들은 이러한 종류의 스냅을 수행하는 데 특화된 선수들로 통상 일반적인 센터와는 구별된다.

## 페널티 유도
비록 쿼터백이 볼을 지휘하는 위치에 있지만, 볼을 플레이하게 하는 것은 센터의 스냅이다. 따라서 디펜시브 라인맨들은 센터가 볼을 스냅하기 전까지 스크리미지 라인을 침범해선 안된다. 기민한 센터는 스냅 전에 상대편의 오프사이드를 유도하거나 상대편이 선수교체를 행하려고 하는 틈을 타 재빨리 볼을 스냅함으로써 페널티에 걸리도록 유도하기도 한다.
미국 대학 미식축구(NCAA) 에선 Dave Rimington Trophy가 매년 가장 뛰어난 센터에게 수여된다.